# Azorella lycopodioides
Azorella lycopodioides là một loài thực vật có hoa trong họ Hoa tán. Loài này được Gaudich. mô tả khoa học đầu tiên năm 1825.